# 本胆烷二酮
本胆烷二酮（英語：Etiocholanedione，也称为5β-雄烷二酮 5β-androstanedione 或本胆烷-3,17-二酮 etiocholane-3,17-dione）是一种天然的本胆烷（5β-雄烷）类甾体物质，和一些雄激素如睾酮、双氢睾酮（DHT）、脱氢表雄酮（DHEA）、雄烯二酮的内源性代谢产物。它是5α-雄烷二酮（5α-Androstanedione）在5号C原子上的差向异构体，在经过5β还原酶催化后，一系列5β-甾体物质包括本胆烷二酮都不具有雄激素活性。本胆烷二酮有一定的造血作用和减肥作用。这些效应与脱氢表雄酮（DHEA）类似，但和DHEA不同的是，本胆烷二酮无法被进一步代谢为雄激素和雌激素等其它甾体激素。